# 佐々木朗希の完全試合
佐々木朗希の完全試合（ささきろうきのかんぜんじあい）では、2022年4月10日にZOZOマリンスタジアムで行われたプロ野球パシフィック・リーグ、千葉ロッテマリーンズ対オリックス・バファローズ3回戦において、千葉ロッテの佐々木朗希投手が記録した完全試合を取り上げる。
投球数は105球。内訳は、空振り三振15、見逃し三振4、捕邪飛1、一ゴロ1、二ゴロ2、三ゴロ1、遊ゴロ1、中飛1、右飛1。
また、佐々木はこの試合で完全試合のほかに、1試合奪三振数日本記録タイ（19奪三振）と、連続打者奪三振記録の世界新記録（13者連続）および歴代2位の連続イニング奪三振（34イニング）を達成した。

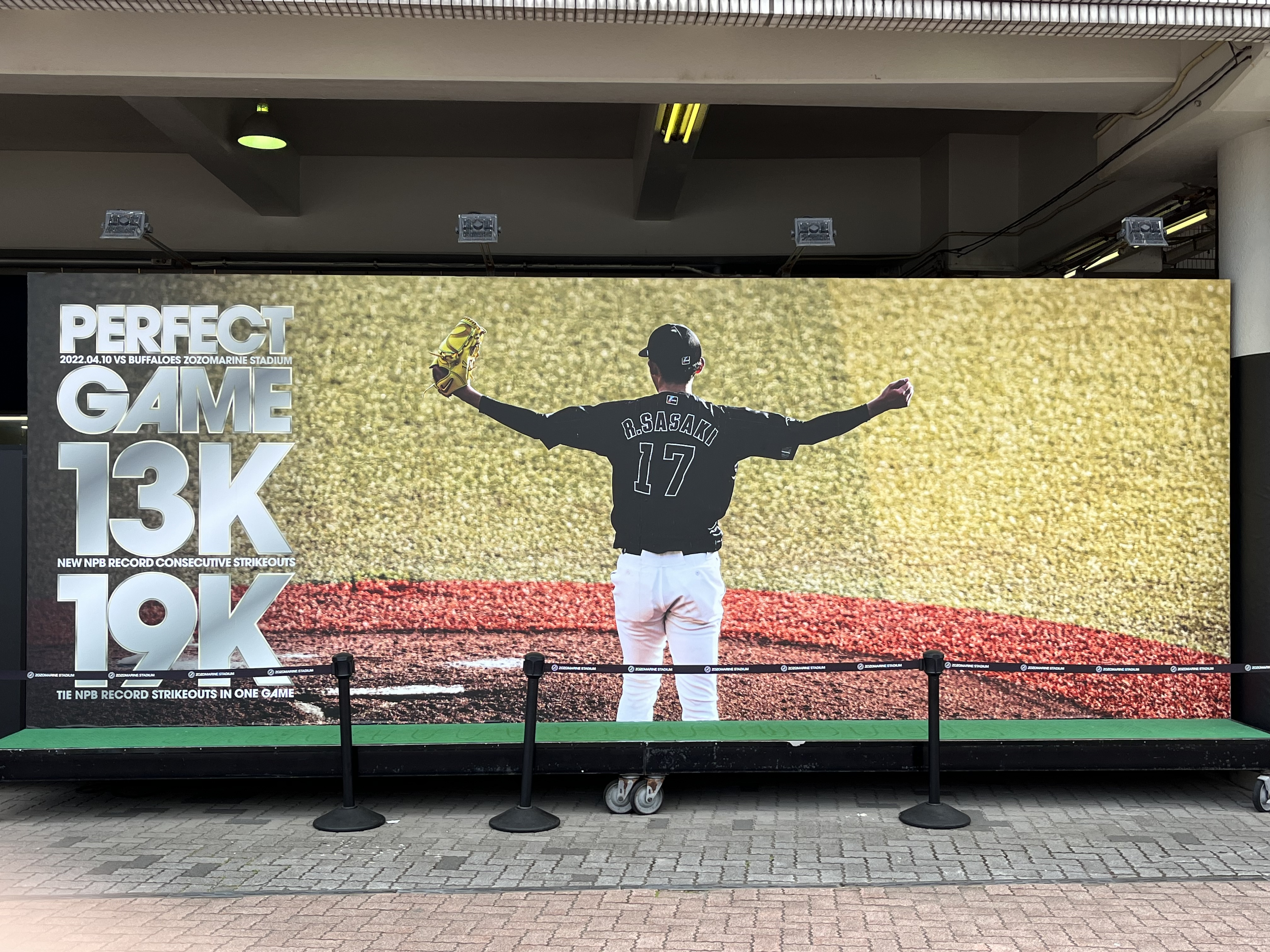
4月17日よりZOZOマリンスタジアムに設置された記念ボード

## 概要

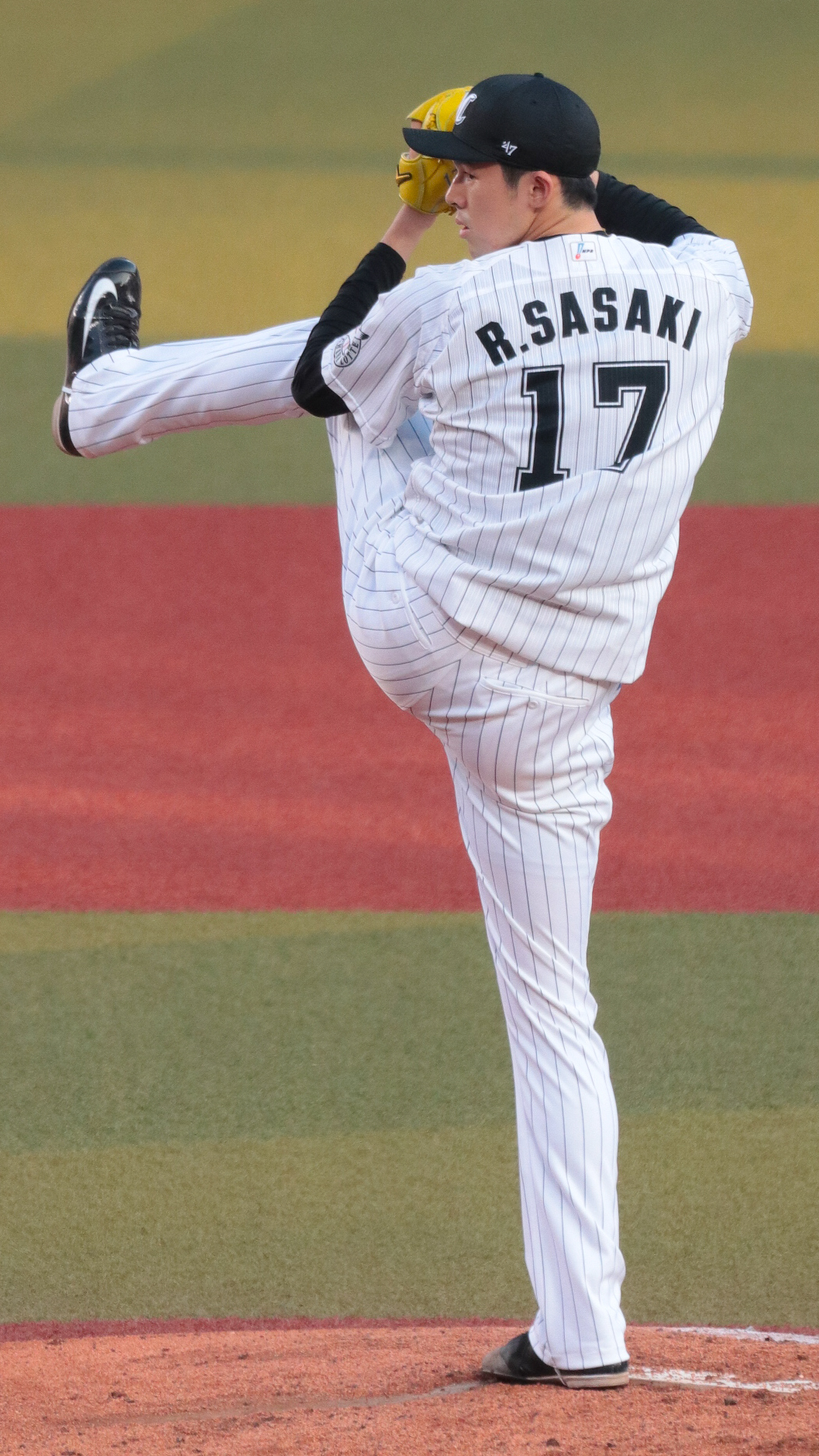
佐々木朗希 (2021年)

佐々木朗希は2022年4月10日に日本プロ野球では槙原寛己（読売ジャイアンツ、1994年5月18日・広島東洋カープ戦=於・福岡ドーム）以来28年ぶり、史上16人目となる完全試合を記録した。日本プロ野球における21世紀最初且つ令和最初の完全試合である。そして平成生まれ、21世紀生まれとしても初の完全試合達成者となった。
パ・リーグにおいては、1978年8月31日に阪急ブレーブス・今井雄太郎（ロッテオリオンズ戦=於・仙台宮城球場、後の東北楽天ゴールデンイーグルスの本拠地、楽天モバイルパーク宮城）が記録して以来44年ぶりリーグ8人目、球団では1973年10月10日の太平洋クラブ・ライオンズ戦（於・仙台宮城球場。ダブルヘッダーの第1試合）で達成した八木沢荘六以来49年ぶり2人目の完全試合達成者となった。
これまでの完全試合達成者15人のうち「佐々木」姓のみ複数（佐々木吉郎・佐々木宏一郎）いたが、今回佐々木朗希が達成したことで「佐々木」姓は3人となった。また東北地方出身者による完全試合達成は、共に大洋ホエールズに在籍していた1960年の島田源太郎（宮城県出身）、1966年の佐々木吉郎（秋田県出身）に次ぎ、佐々木朗希（岩手県出身）が3人目である。
20歳5か月での達成は史上最年少。プロ入り初完封・初完投勝利が完全試合であるのも史上初、プロ通算14試合目での達成は史上最速。毎回奪三振での達成も史上初。
佐々木は初回の3つ目のアウトを三振で記録すると、そこから5回表終了まで13者連続奪三振を記録。これは、1957年7月23日の梶本隆夫（阪急ブレーブス）と1958年5月31日の土橋正幸（東映フライヤーズ）が記録した9者連続奪三振を塗り替える日本プロ野球新記録となった。6回と7回は奪三振が1つずつに留まったものの、8回には再び3者三振を記録。最後の27個目のアウトも奪三振で記録した。これによりこの試合の奪三振数は19個となり、1995年4月21日に野田浩司（オリックス・ブルーウェーブ）が記録した1試合最多奪三振数に並ぶこととなった。同時に、自身初の毎回奪三振を達成したほか、連続イニング奪三振は2021年10月14日のオリックス・バファローズ戦から数えて歴代2位の34イニングを記録した。また、この試合でプロ通算100奪三振、プロ通算5勝も記録した。前回の完全試合の時に完全試合達成投手が生まれていなかった事例は今回が初。
なお、佐々木は「20世紀以降の近代プロ野球における完全試合達成者」としては世界でも史上最年少で、バッテリーを組んだキャッチャー（松川虎生）との合計年齢（38歳330日）も世界最年少記録。また、13者連続奪三振は、メジャーリーグで1970年4月22日のトム・シーバー（ニューヨーク・メッツ）、2021年6月25日のアーロン・ノラ（フィラデルフィア・フィリーズ）、同年8月11日のコービン・バーンズ（ミルウォーキー・ブルワーズ）、KBOリーグで1998年5月14日の李大振（ヘテ・タイガース）が記録した10者連続奪三振を抜いて世界新記録とされており、前述のバッテリーの合計年齢とともに、シーズンオフの11月10日にギネス世界記録に認定された。

## 背景
この試合は「BLACK BLACK」と称したイベントが開催されており、ロッテ・オリックスともにビジターユニフォームを着用した。
オリックスは、伏見寅威、宗佑磨などの野手が新型コロナウイルス感染症の陽性判定を受け離脱しており、さらに前年に最多本塁打のタイトルを獲得した杉本裕太郎が試合前時点で打率1割台前半と低迷し、開幕後初めてスタメンを外れたことなどにより、この試合では本来の打順とは程遠い打線を組まざるを得なくなっており、先発の宮城大弥も投手陣離脱の影響による前倒しでの登板となった。このシーズンは二軍戦においても、3月29日に大阪商業大学との練習試合で、継投（上田大河、伊原陵人）による完全試合を献上している。
一方の佐々木は、登板直前に準備を行うブルペンでの調子は今一つだった、と試合後に語っている。
日テレNEWS24およびネット配信でこの試合の中継を解説した有藤通世は試合前に「（期待しているのは）ノーヒットノーラン、完全試合ですよ。僕はこのピッチャーはそれを目指してやってほしいと思ってますから」とコメントしていた。

## 試合内容
| B○○○ S●● O○○ | 2ストライク 0アウト |

| B○○○ S●● O●○ | 2ストライク 1アウト |

| B○○○ S●● O●● | 2ストライク 2アウト |

| B●○○ S●● O○○ | 1ボール-2ストライク |

| B●●○ S●● O●○ | 2ボール-2ストライク 1アウト |

| B●○○ S●● O●● | 1ボール-2ストライク 2アウト |

| B●○○ S●● O○○ | 1ボール-2ストライク |

| B○○○ S●● O●○ | 2ストライク 1アウト |

| B●○○ S●● O●● | 1ボール-2ストライク 2アウト |

| B●●○ S●● O○○ | 2ボール-2ストライク |

| B●○○ S●● O●○ | 1ボール-2ストライク 1アウト |

| B○○○ S●● O●● | 2ストライク 2アウト |

| B●○○ S●● O○○ | 1ボール-2ストライク |

| B●●○ S●● O●○ | 2ボール-2ストライク 1アウト |

| B○○○ S●● O●● | 2ストライク 2アウト |

| B○○○ S○○ O○○ | 0ボール-0ストライク |

| B●○○ S●○ O●○ | 1ボール-1ストライク 1アウト |

| B●○○ S●● O●● | 1ボール-2ストライク 2アウト |

| B●●● S●○ O○○ | 3ボール-1ストライク |

| B○○○ S●● O●○ | 2ストライク 1アウト |

| B●●○ S●● O●● | 2ボール-2ストライク 2アウト |

| B●○○ S●● O○○ | 1ボール-2ストライク |

| B●○○ S●● O●○ | 1ボール-2ストライク 1アウト |

| B●●○ S●● O●● | 2ボール-2ストライク 2アウト |

| B○○○ S●● O○○ | 2ストライク |

| B○○○ S○○ O●○ | 0ボール-0ストライク 1アウト |

| B○○○ S●● O●● | 2ストライク 2アウト |

投球内容は、×=空振りストライク、○=見逃しストライク、F=ファウル、B=ボール

### 1回表：10球
後藤駿太（F、F、F、4-3）4球
- 2ストライクからセカンドゴロ

ブレイビック・バレラ（○、×、3A）3球
- 2ストライクからファーストゴロ

吉田正尚（○、×、×）3球
- 2ストライクから空振り三振

### 1回裏
ロッテは1回裏の攻撃で、オリックス先発の宮城大弥から先頭の髙部瑛斗、続く藤原恭大の連続ヒットでチャンスを作り、4番ブランドン・レアードがショートゴロに倒れた間に三塁走者の髙部がホームインして1点を先制した。

### 2回表：13球
ランヘル・ラベロ（F、F、B、×）4球
- 1ボール2ストライクから空振り三振

福田周平（B、B、○、F、×）5球
- 2ボール2ストライクから空振り三振

西村凌（F、B、F、×）4球
- 1ボール2ストライクから空振り三振

### 3回表：13球
紅林弘太郎（B、○、F、F、×）5球
- 1ボール2ストライクから空振り三振

福永奨（○、○、F、×）4球
- 2ストライクから空振り三振

宜保翔（F、B、○、×）4球
- 1ボール2ストライクから空振り三振

### 4回表：14球
後藤駿太（B、B、F、F、F、×）6球
- 2ボール2ストライクから空振り三振

バレラ（B、○、F、○）4球
- 1ボール2ストライクから見逃し三振。この奪三振で9者連続奪三振を記録し、連続打者奪三振の日本タイ記録となった。また、この試合で初めての見逃し三振。

吉田正尚（○、×、F、×）4球
- 2ストライクから空振り三振。この奪三振で10者連続奪三振を記録し、連続打者奪三振の日本新記録を樹立した。

### 5回表：12球
ラベロ（B、F、F、○）4球
- 1ボール2ストライクから見逃し三振（11者連続奪三振）

福田周平（B、F、B、F、×）5球
- 2ボール2ストライクから空振り三振（12者連続奪三振）

西村凌（×、○、○）3球
- 2ストライクから見逃し三振（13者連続奪三振）

### 6回表：10球
紅林弘太郎（8¯）1球
- 初球のストレートを打ってセンターフライ。この試合で初めての外野フライ。

福永奨（○、B、F2）3球
- 1ボール1ストライクからキャッチャーファールフライ

宜保翔（B、F、F、F、F、×）6球
- 1ボール2ストライクから2球ファールで粘ったが、6球目で空振り三振。

### 6回裏
ロッテは6回裏の攻撃で、レアードがこの試合2打点目となるタイムリーツーベースを打って追加点を挙げる。さらに2アウトからアデイニー・エチェバリアのタイムリーで3点目を追加し、続く藤岡裕大もフォアボールで出塁し2アウト満塁とする。そして、この年のドラフト1位高卒ルーキーで女房役として佐々木をリードしていた松川虎生がセンターフェンス直撃の走者一掃タイムリーツーベースを放ち、点差を一気に6点差まで広げてオリックスの先発・宮城を降板に追い込んだ。

### 7回表：13球
後藤駿太（B、B、B、○、9¯）5球
- この試合で唯一の3ボールとしたが、3ボール1ストライクからライトフライ。

バレラ（○、○、4-3）3球
- 2ストライクからセカンドゴロ

吉田正尚（○、B、B、×、○）
- 2ボール2ストライクから見逃し三振

### 8回表：13球
ラベロ（B、×、○、×）4球
- 1ボール2ストライクから空振り三振。この試合16個目の奪三振を記録し、村田兆治が1979年6月8日の近鉄バファローズ戦で記録した球団記録に並んだ。

福田周平（○、B、×、×）4球
- 1ボール2ストライクから空振り三振。この試合17個目の奪三振を記録し、球団新記録を樹立した。

渡部遼人（F、B、×、B、×）5球
- 西村に替わって途中出場。2ボール2ストライクから、ハーフスイングで空振り三振。

### 9回表：7球
中川圭太（○、F、5-3）3球
- 紅林の代打として出場したが、2ストライクからサードゴロ。

山足達也（6-3）1球
- 福永に替わって途中出場していた松井雅人の代打として出場したが、初球を打ってショートゴロ。

杉本裕太郎（×、○、×）3球
- 宜保の代打として出場したが、3球三振。

## スコア
|            | 1 | 2 | 3 | 4 | 5 | 6 | 7 | 8 | 9 | R | H | E |
| ---------- | - | - | - | - | - | - | - | - | - | - | - | - |
| オリックス | 0 | 0 | 0 | 0 | 0 | 0 | 0 | 0 | 0 | 0 | 0 | 0 |
| ロッテ     | 1 | 0 | 0 | 0 | 0 | 5 | 0 | 0 | X | 6 | 9 | 0 |

1. オ：宮城（5回2/3）、村西（0回1/3）、阿部（1回）、本田（1回）
2. ロ：佐々木朗（9回）
3. 勝利：佐々木朗（2勝）
4. 敗戦：宮城（2敗）
5. 審判
［球審］橘髙
［塁審］村山（1B）、深谷（2B）、西本（3B）
6. 試合開始:14時00分 試合時間:2時間30分 観客:22,431人

| オリックス | オリックス | オリックス |
| 打順       | 守備       | 選手       |
| ---------- | ---------- | ---------- |
| 1          | [右]       | 後藤駿太   |
| 2          | [三]       | B.バレラ   |
| 3          | [指]       | 吉田正尚   |
| 4          | [一]       | R.ラベロ   |
| 5          | [中]左     | 福田周平   |
| 6          | [左]       | 西村凌     |
|            | 中         | 渡部遼人   |
| 7          | [遊]       | 紅林弘太郎 |
|            | 打         | 中川圭太   |
| 8          | [捕]       | 福永奨     |
|            | 捕         | 松井雅人   |
|            | 打         | 山足達也   |
| 9          | [二]       | 宜保翔     |
|            | 打         | 杉本裕太郎 |

| ロッテ | ロッテ | ロッテ         |
| 打順   | 守備   | 選手           |
| ------ | ------ | -------------- |
| 1      | [左]   | 髙部瑛斗       |
|        | 左     | 岡大海         |
| 2      | [中]   | 藤原恭大       |
| 3      | [二]   | 中村奨吾       |
| 4      | [指]   | B.レアード     |
| 5      | [右]   | L.マーティン   |
|        | 走右   | 和田康士朗     |
| 6      | [一]   | 佐藤都志也     |
| 7      | [三]   | A.エチェバリア |
| 8      | [遊]   | 藤岡裕大       |
| 9      | [捕]   | 松川虎生       |

## 関連した記録
この試合で佐々木の球を受けた松川虎生は、2021年のドラフトで入団した高卒1年目の選手。完全試合でルーキーが捕手を務めたのは史上初で、史上最年少（18歳5か月）。また、ノーヒットノーランでは1954年8月7日の近鉄パールス対高橋ユニオンズ9回戦で、近鉄の山下登が達成した際に社会人出身の原勝彦が新人で捕手を務めた例があるが、高卒新人では2リーグ制以降では松川が初めて。このほか、松川はこの試合で捕手ゲーム20守備機会および捕手ゲーム19刺殺を記録し、前者は藤尾茂（1955年、読売ジャイアンツ）、中嶋聡（1995年、オリックス・ブルーウェーブ）、野田浩輔（2004年、西武ライオンズ）、古田敦也（2005年、ヤクルトスワローズ）、山崎勝己（2006年、福岡ソフトバンクホークス）が記録した捕手ゲーム19守備機会を超えプロ野球新記録、後者は史上3人目となるプロ野球最多タイ記録となった。
また、オリックスが記録した1試合19三振も史上4度目のプロ野球最多タイ記録であった。
なお、この日に埼玉西武ライオンズが福岡ソフトバンクホークスに対してトリプルプレーを記録しており（6回表一二塁、打者甲斐拓也）、完全試合とトリプルプレーが同じ日に記録されたのは、1957年8月21日に国鉄スワローズの金田正一が中日ドラゴンズ戦（中日球場）で完全試合達成、南海ホークスが近鉄パールス戦（大阪スタヂアム）の4回に三重殺を完成して以来、65年ぶり2度目の記録となった。

## 試合後の反応

### ロッテ側の反応
佐々木はヒーローインタビューを「最高です」と切りだし「正直あまり意識してなくて、打たれたらそれでいいかなと思って、最後まで松川を信じて投げました」「（19奪三振、13連続奪三振は）松川がいいリードしてくれたので、しっかりそこに、要求に応えながら投げることができたと思います」と捕手の松川に謝意を示し「次回もいいピッチングができるように、引き続き頑張ります」と締めた。
松川は試合後の取材に対し「どれもちょっと覚えてないんですけど（笑）。本当に全部すごかったなと思います」と答えた。自身のリードの中で重要な場面について4回の吉田正尚との打席を挙げ「正尚さんのカーブを2球続けたところが、分岐点だったと思います。正尚さんの思っていたところじゃなかったと思うので、そういう部分でカーブでストライク取れましたし、その後のフォークが生きたかなと思います」と答えている。
井口資仁監督は試合後のインタビューで「三振数もそうですが、9回もしっかり投げ切れたということ、その中で完全試合ということで、本当にすばらしい投球です」「まぁ、いずれやるだろうなとは思っていましたけど、こんな早い段階でこういう試合ができるとは思わなかったですね」と佐々木を讃えた。
木村龍治投手コーチは「1戦目でうまくいかなかったこと、2戦目でもできなかったことがそれぞれできて。今回の登板前も反省点をぬかりなく、丁寧にやっていました。今日はパーフェクトという形になりましたけど、それまでの過程で自分で主導権を握って投球できていたから、こういうふうにつながったと感じます」と語っている。

### オリックス側の反応
中嶋聡監督は「本当に良かったと思いますよ。本当に素晴らしい投球だったと思います。何とかしようと思っているさらに上をいかれたわけですから」と佐々木を賞賛し「（投球は）認めてね、大した本当にいいピッチングだったと思います。ただ、認めてしまったら僕らは先に進めないので、それにチャレンジしていきます」「ただの1敗です。100敗したわけじゃないです。全然、そこは明後日から切り替えればいいだけです」とチームに気持ちの切り替えを求めた。

### 野球関係者の反応
佐々木の達成までNPB直近の完全試合達成者であった槙原寛己は、この日解説を務めていたBS-TBSでの野球中継（日本ハム対楽天、札幌ドーム）の中で達成を知り「いつかはこういう時が来ると思っていたけど…」と驚きの声を上げ「素晴らしいですね。これ以上の投球はない」と佐々木に賛辞を贈った。また、完全試合では野手の失策も許されないことから「19個の三振だと、野手はありがたいですね」と語った。
パ・リーグ直近の完全試合達成者であった今井雄太郎は「自分とはくらべものにならないぐらいすごい」と仰天し「メジャーで投げるところを見てみたいですね」と語った。
球団直近の達成者であった八木沢荘六はこの試合をテレビ観戦しており「達成の瞬間には思わず拍手してしまった」とし「彼（佐々木）はもともと四死球もあまり出さない。すごいの一言です」と称賛した。また、槙原以来28年間にわたって完全試合達成者が出なかった要因として、グラウンドが土から人工芝へと変わり、打球が弾みやすくなっていることを挙げた。
1試合19奪三振のプロ野球記録に並ばれた野田浩司は「圧巻のピッチングを見せられましたね」「ほぼ2つの球種（ストレート、フォーク）で完全試合をやりとげましたね」と感嘆の言葉を述べ、オリックスがコロナ感染者の影響で本来の打順を組めてはいなかった点についても「今日の佐々木君の投球なら、相手がどのチームでも大苦戦したと思います」と高く評価した。
前出の有藤通世はヒーローインタビューの際、佐々木だけでなく捕手の松川を呼ばなかった球団に対し苦言を呈している。
プロ野球のシーンカードを発行しているエポック社が「エポックワン」としてこの試合のシーンのカードを受注販売したところ、完全試合達成の瞬間を収めたカードの発行枚数が7258枚と史上最多発行枚数を記録した。それ以外でも、13者連続奪三振が5458枚、1試合19奪三振が5050枚と軒並み発行枚数5000枚を超え、捕手を務めた松川虎生の好リードの発行枚数が1404枚を記録した。

### 地元の反応
岩手県の達増拓也知事は「陸前高田市出身の佐々木朗希投手のマウンドでの雄姿は、日本中の野球ファン、そしてまた、東日本大震災津波からの復興に取り組む私たち岩手県民に大きな感動と勇気を与えるものであります。シーズンは続きますが、これからもナイスピッチングを期待し、県民皆で応援していきます」とのコメントを出した。
佐々木の地元である岩手県の陸前高田市でも歓喜につつまれた。
佐々木の父親の友人でもある陸前高田市の戸羽太市長はテレビでこの試合を観戦し「すごかった。もう、涙出ましたよ」と感極まったことを振り返り「13連続三振も鳥肌でしたけど、最後に19三振で終わって、本当に涙が出ました。普段はそんなに泣いたりしないんですけどね」「いよいよ本領発揮かなということですごく期待してますね。どうしてもケガだけが心配ですけどね」と述べている。
道の駅高田松原では翌11日にソフトクリームを13者連続奪三振にちなみ、13時から投球数と同じ105個限定で佐々木の奪三振数にちなんで19円で販売され、完売した。

### 動画再生数
この試合はロッテ球団本拠地である地元テレビ局の千葉テレビを含む地上波テレビでの中継は無かった。このため、ロッテ球団の主催ゲームを全試合放送している日本テレビ系列のCS放送「日テレNEWS24」やスポーツ中継を配信している定額制動画配信サービスなどでの視聴を余儀なくされた。
パ・リーグTVを運営しているパシフィックリーグマーケティングは13者連続三振の模様をまとめた動画をYouTube上にアップロードしたところ、1日で200万超の再生回数を記録。また、完全試合を達成した瞬間の動画の再生回数も当日（4月10日）だけで860万回となり、同チャンネルの1日の視聴回数では過去最高を記録したことを4月12日に発表した。
DAZNは日本のプロ野球コンテンツにおいて、本試合の視聴者数が歴代最高を記録したことを4月12日に発表した。同サービスの野球コンテンツとしてはこれまで読売ジャイアンツや阪神タイガースなど、セントラル・リーグの試合がトップ10を占めており、パシフィック・リーグの試合が上位になったのは異例としている。

### 関連のテレビ番組
上述の通り当日のテレビ中継は日テレNEWS24しかなかったが、完全試合達成を受け、翌週17日の佐々木登板試合となった対北海道日本ハムファイターズ戦をテレビ東京が地上波（関東ローカル）とBSテレ東にて14時より急遽生中継（ - 16時、BSテレ東〈172ch〉では18時まで）したほか、24日の対オリックス戦（京セラドーム大阪）を関西テレビで16時より『緊急中継!「令和の怪物」佐々木朗希が登板 オリックス×ロッテ』と題し、中継録画にて特別放送（ - 17時25分）した。
佐々木の地元のテレビ岩手では4月23日に「永久保存版!すべて見せます!佐々木朗希・驚愕の完全試合熱投全105球!」としてゲストに山本昌を迎え、ロッテ側の攻撃を得点回に限定し1時間枠で放送された。
日テレジータスでは4月25日に「異例再放送」として17時 - 20時に放送されたほか、無料放送日では6月5日5時 - 8時に放送された。
NHK BS1のスポーツドキュメンタリー番組『スポーツ×ヒューマン』では、5月2日放送回を「目覚めた“令和の怪物”〜佐々木朗希 完全試合〜」と題し、佐々木のこれまでの野球人生と完全試合達成までを追った。この回は後日NHK総合『ミッドナイトチャンネル』枠でも5月7日（6日深夜）に再放送された。
6月14日に、BS民放局のBS12 トゥエルビが緊急特番として『BS12 プロ野球中継特別編〜佐々木朗希投手 完全試合 ノーカット放送〜』と題し、この試合の模様が特別放送された（19時 - 22時）。主音声を新規収録し、解説に谷繁元信と斉藤和巳、実況に当日リポーターを担当した上野智広（フリーアナウンサー）が出演、副音声には当時の中継音声（解説：有藤通世、実況：吉田伸男（フリーアナウンサー）、リポーター：上野）を放送した。

## その後

### 2試合連続完全試合達成未遂と連続イニング無安打記録の継続
佐々木は完全試合達成後、4月17日に中6日で同球場での日本ハム戦に先発登板。この試合でも試合序盤から圧巻のピッチングをみせ、8回まで14奪三振を奪い一人のランナーも出さないパーフェクトピッチングをみせる。この時点で、2試合連続完全試合達成という前人未到の記録が期待されていた。
しかし、日本ハム先発の上沢直之、2番手堀瑞輝、3番手北山亘基もロッテ打線を封じて無失点で、8回まで両チームとも無得点という状態だった。この時点で佐々木にも疲労の色がみえていたことから、首脳陣と佐々木との話し合いの結果、完全試合継続中の状態で降板した。この試合の登板で、連続イニング無安打（17イニング）、シーズン初登板からの連続イニング奪三振（25イニング）のプロ野球新記録を達成した。
その後、試合は9回終わっても決着がつかず延長戦に突入。この時点でロッテの被安打0も続いていたものの、延長10回表に3番手西野勇士が万波中正にソロホームランを許し、ロッテ打線も日ハム4番手宮西尚生に抑えられ結果的には被安打1、1失点でロッテが敗れている。

### 連続イニング無安打記録のストップ
佐々木は連続イニング無安打記録を継続したまま、次の4月24日のオリックス戦（京セラドーム大阪）に中6日で先発登板。しかし、1回裏先頭打者の福田周平に投じた初球を右前打されたことにより、連続イニング無安打記録は17イニング、同月3日の対西武戦8回表2死で岸潤一郎から三振を奪って以来続いていた連続打者凡退記録は52人でいずれも止まった。また、さらにその次の登板となった5月6日ソフトバンク戦（ZOZOマリン）では、1回表に2番打者の牧原大成が打ったボテボテのゴロが内野安打となり、本拠地における連続打者凡退記録も53人で止まった。

ちなみに、2022年シーズンでのノーヒットノーランは佐々木以降も相次ぎ、東浜巨（福岡ソフトバンクホークス）、今永昇太（横浜DeNAベイスターズ）、山本由伸（オリックス・バファローズ）、コディ・ポンセ （北海道日本ハムファイターズ）の計5人が達成しており、同一シーズンの達成人数としては1940年以来82年ぶりであり、過去最多となった。

### 完全試合バッテリーでのオールスターゲーム出場
2022年7月に開催されたオールスターゲームでは、佐々木と松川がファン投票1位でそれぞれ選出され、同月26日と27日開催の同試合に出場した。松川は捕手として出場したが、高卒1年目でオールスターゲームに出場するのは捕手では史上初めて。

### シーズン終了後
2022年を代表する現象だったとして、同年11月4日に発表された2022ユーキャン新語・流行語大賞では佐々木を表現する「令和の怪物」が候補入りとなった。しかし、同年12月1日の表彰式では年間大賞・トップテンともに選出されず、受賞を逃した。
一方『読売新聞』が読者投票で選出している「2022年日本の10大ニュース」では「ロッテ・佐々木朗希が完全試合」が全有効投票26,606通のうち6,773票（得票率25.5％）を獲得し、15位（全30位まで発表）に選出された。また同紙の千葉版（千葉支局）が行った「読者が選んだ県内10大ニュース2022」の読者投票では、全381通の応募のうち367票（得票率96.3％）を獲得し、第1位に選出されている。共同通信は2022年の「国内十大ニュース」の第8位に「村上、佐々木朗希が最年少で大記録」を選出したほか、千葉県の県紙『千葉日報』も同年の「プロ野球十大ニュース」の第1位として「M朗希 最年少完全試合」を選出している。
2022年11月10日には「プロ野球における完全試合を達成したピッチャーとキャッチャーの最年少（合計年齢）」（合計38歳330日）と「プロ野球におけるピッチャーの連続奪三振最多数」（13者連続奪三振）の2つの記録がギネス世界記録に認定されたことが発表され、同月20日のファン感謝デー「MARINES FAN FEST 2022」にて、ギネス世界記録の表彰式が行われた。